# Dicranomyia nairobii
Dicranomyia nairobii är en tvåvingeart som beskrevs av Alexander 1919. Dicranomyia nairobii ingår i släktet Dicranomyia och familjen småharkrankar. Inga underarter finns listade i Catalogue of Life.